# Uzbecka Akademia Nauk
Uzbecka Akademia Nauk (Akademia Nauk Uzbekistanu; uzb. Oʻzbekiston Respublikasi Fanlar Akademiyasi, uzb. cyr. Ўзбекистон Республикаси Фанлар Академияси; ros. Академия наук Республики Узбекистан, Akadiemija nauk Riespubliki Uzbiekistan) – główna instytucja naukowa Republiki Ubekistanu koordynująca prowadzone w kraju badania we wszystkich dziedzinach nauki. Została utworzona w 1943 roku jako Akademia Nauk Uzbeckiej SRR. Po upadku Związku Radzieckiego otrzymała obecną nazwę.
W 2012 roku akademia posiadała 155 członków i skupiała ponad 50 naukowych instytucji badawczych.

## Prezesi Uzbeckiej Akademii Nauk
Od momentu powstania Uzbecka Akademia Nauk miała 13 prezesów. Od 2006 roku na stanowisku prezesa znajduje się Shavkat Solihov.
- Toshmuhammad Niyozovich Qori-Niyozov (1943–1947)
- Toshmuhammad Aliyevich Sarimsoqov (1947–1952)
- Tesha Zohidovich Zohidov (1952–1956)
- Habib Muhammadovich Abdullayev (1956–1962)
- Ubay Orifovich Orifov (1962–1966)
- Obid Sidiqovich Sidiqov (1966–1984)
- Poʻlat Qirgʻizboyevich Habibullayev (1984–1988)
- Mahmud Salohitdinovich Salohitdinov (1988–1994)
- Joʻra Adbdullayevich Abdullayev (1994–1995)
- Toʻxtamurod Joʻrayevich Joʻrayev (1995–2000)
- Behzod Sodiqovich Yoʻldoshev (2000–2005)
- Tohir Fotihovich Oripov (2005–2006)
- Shavkat Ismoilovich Solihov (2006–)